# Allophorocera picata
Allophorocera picata là một loài ruồi trong họ Tachinidae.